# Direction régionale des Douanes de Strasbourg
La direction régionale des Douanes, aussi appelé Hôtel des Douanes, est un monument historique situé à Strasbourg, dans le département français du Bas-Rhin.

## Localisation
Ce bâtiment est situé au 11, avenue de la Liberté à Strasbourg.

## Historique
L'édifice fait l'objet d'une inscription au titre des monuments historiques depuis 1992.